# Böheimkirchen
Böheimkirchen ist eine Marktgemeinde im Mostviertel in Niederösterreich mit 5294 Einwohnern (Stand 1. Jänner 2025).

## Geografie
Der Ort liegt zehn Kilometer östlich von St. Pölten an den zwei Flüssen Michelbach und Perschling.
Die Fläche der Marktgemeinde umfasst 45,55 Quadratkilometer. Davon sind 66 Prozent landwirtschaftliche Nutzfläche und 22 Prozent sind bewaldet.
Böheimkirchen befindet sich östlich von St. Pölten direkt an der Westautobahn (A1) und an der alten Strecke der Westbahn.

### Gemeindegliederung
Das Gemeindegebiet umfasst folgende 27 Ortschaften (in Klammern Einwohnerzahl Stand 1. Jänner 2025):
- Außerkasten (105) samt Hagenau
- Bauland (20)
- Blindorf (7)
- Böheimkirchen (2900)
- Diemannsberg (4)
- Dorfern (18)
- Dürnhag (30)
- Furth (172)
- Gemersdorf (100)
- Grub (29)
- Hinterberg (77)
- Hinterholz (53)
- Hub (13)
- Kollersberg (34)
- Lanzendorf (161)
- Maria Jeutendorf (169)
- Mauterheim (82)
- Mechters (98)
- Plosdorf (147)
- Reith (139)
- Röhrenbach (20)
- Schildberg (174)
- Siebenhirten (81)
- Untergrafendorf (301)
- Untertiefenbach (29)
- Weisching (249)
- Wiesen (82)

Die Gemeinde besteht aus den Katastralgemeinden Außerkasten, Böheimkirchen, Diemannsberg, Dorfern, Dürnhag, Furth bei Außerkasten, Gemersdorf, Hinterberg, Hub und Grub, Jeutendorf, Lanzendorf bei Böheimkirchen, Mauterheim, Mechters, Reith, Röhrenbach, Schildberg, Siebenhirten, Untergrafendorf, Untertiefenbach, Weisching und Wiesen.

### Nachbargemeinden
| St. Pölten (P) |                                             | Kapelln      |
|                | Kompassrose, die auf Nachbargemeinden zeigt | Perschling   |
| Pyhra          | Kasten bei Böheimkirchen                    | Kirchstetten |

## Geschichte

### Altertum
Böheimkirchen ist uralter Siedlungsboden – der heutige Ort entstand um das sogenannte „Hochfeld“. Dieser Höhenrücken wird von Perschling und Michelbach umflossen, hat Nord-Süd-Ausdehnung und fällt gegen Norden, Osten und Westen steil ab.
Nach Siedlungsspuren der Jungsteinzeit entwickelte sich der Ort an der Wende von der frühen zur mittleren Bronzezeit zu einem überregional bedeutenden Zentrum. Daher wird heute die süddanubische Lokalgruppe der sogenannten „Veterovkultur“ (um 1500 v. Chr.) nach dem bedeutendsten Fundort als „Böheimkirchner Gruppe“ bezeichnet. Um diese Zeit standen einer großen Anzahl von Weiler- und Dorfsiedlungen in den Niederungen einzelne zentrale Produktionsstätten und Handelsknotenpunkte in Höhenlage gegenüber.
Die Böheimkirchner Höhensiedlung umfasste den 170 m langen Nord-Teil des Hochfeldes (etwa 22.000 m²) und war geschützt durch eine Abschnittsbefestigung aus Innenwall und Außengraben. Nach urnenfelderzeitlicher Siedlungstätigkeit (um 750 v. Chr.), latènezeitlichen (400–15 v. Chr.) Spuren wurde das Gebiet unter den Römern Teil der Provinz Noricum.

### Mittelalter
Im 9. Jahrhundert wurde durch rege Neubautätigkeit an den bronzezeitlichen Hausfundamenten Steinraub betrieben. Um das Jahr 985 spricht eine Notiz von „Persnicha, wie es Wilhelm zu eigen besaß, und wo gegenwärtig dort siedelnde Böhmen die Felder bestellen“, daher der Name Böheimkirchen (Peheimkirchen), der Mitte des 11. Jahrhunderts belegt ist.
Der alte Ortskern entwickelte sich in drei Phasen: Im 9. Jahrhundert entstand die karolingische Altsiedlung der Böhmen mit der Kirche, im 11./12. Jahrhundert kam am Fuß des Kirchenberges ein gewundenes Straßendorf (Marktplatz, Obere Hauptstraße und Florianigasse) dazu und um 1500 erfolgte mit der „Neustift“ (-gasse) eine abermalige Siedlungserweiterung.
Um 1045 übergaben die Passauer Bischöfe dem Chorherrenstift St. Pölten den Sprengel von Böheimkirchen. Die Pfarre war damals sehr groß. 1130 wurde Kirchstetten selbständig, 1248 sind folgende verbliebene Filialkirchen genannt: Außerkasten (St. Peter am Anger), Kasten, Lanzendorf, Schildberg und Stössing. Noch im 13. Jahrhundert dürfte eine Pfarrschule entstanden sein, wenn auch erst 1532 ein Schulmeister belegt ist. Um die Mitte des 14. Jahrhunderts entstand ein relativ großer Kirchenneubau, von dem der heutige Westturm, aber auch der Kern des barocken Kirchenschiffs stammt. Allerdings wurde der Bau lediglich mit einem Notdach versehen. Er war vermutlich durch die Pest- und Hungerjahre Mitte des 14. Jahrhunderts zum Erliegen gekommen und blieb bis ins 18. Jahrhundert ein Provisorium.
Der weltliche Herrschaftssitz Böheimkirchens lag außerhalb des Ortes beim sogenannten „Öden Schloss“. Die Burgherren, die uns seit 1197 als „Schenken von Wolfsberg“ begegnen, starben nach 1381 aus. Dann gehörte die Herrschaft unter anderem seit 1450 dem Albrecht von Ebersdorf, einem Gefolgsmann König Friedrich III., der sie 1458 an die Herren von Zelking weiterverkaufte. 1446 stritten Pfarrer und Herrschaft um die Abgaben von den Kellern und Fleischbänken an dem Berg, auf dem die Kirche steht. Es ging dabei um den Bereich, wo heute Rathaus und Bürgerzentrum stehen. 1451 erreichte Albrecht von Ebersdorf bei Friedrich III. für Böheimkirchen die Verleihung eines Jahr- und Wochenmarktes um Jakobi und jeden Montag. Für den damaligen Wohlstand steht nicht zuletzt der selbstbewusst begonnene Umbau der Pfarrkirche, wo mit dem herrlichen Presbyterium über einer Krypta noch 1518 ein Kirchenneubau von beachtlicher Dimension und Qualität entstand. Für die Selbstverwaltung des Marktes wurde auch ein erstes Rathaus errichtet.

### Frühe Neuzeit
In den folgenden Jahren beendeten Krisen die spätmittelalterliche Blütezeit. Nach der Türkeninvasion von 1529 heißt es in einer Steuerschätzung: „diser margkt (sei) ausgebrent worden.“ Noch 1558 war der Pfarrhof „ödt und abgepauth“. Eine landesfürstliche Weisung ordnete an, die Kirchhöfe zu befestigen, was im 16. Jahrhundert auch in Böheimkirchen geschehen ist. Ein Wehrturm an der Nordostecke des Friedhofes ist davon noch erhalten.

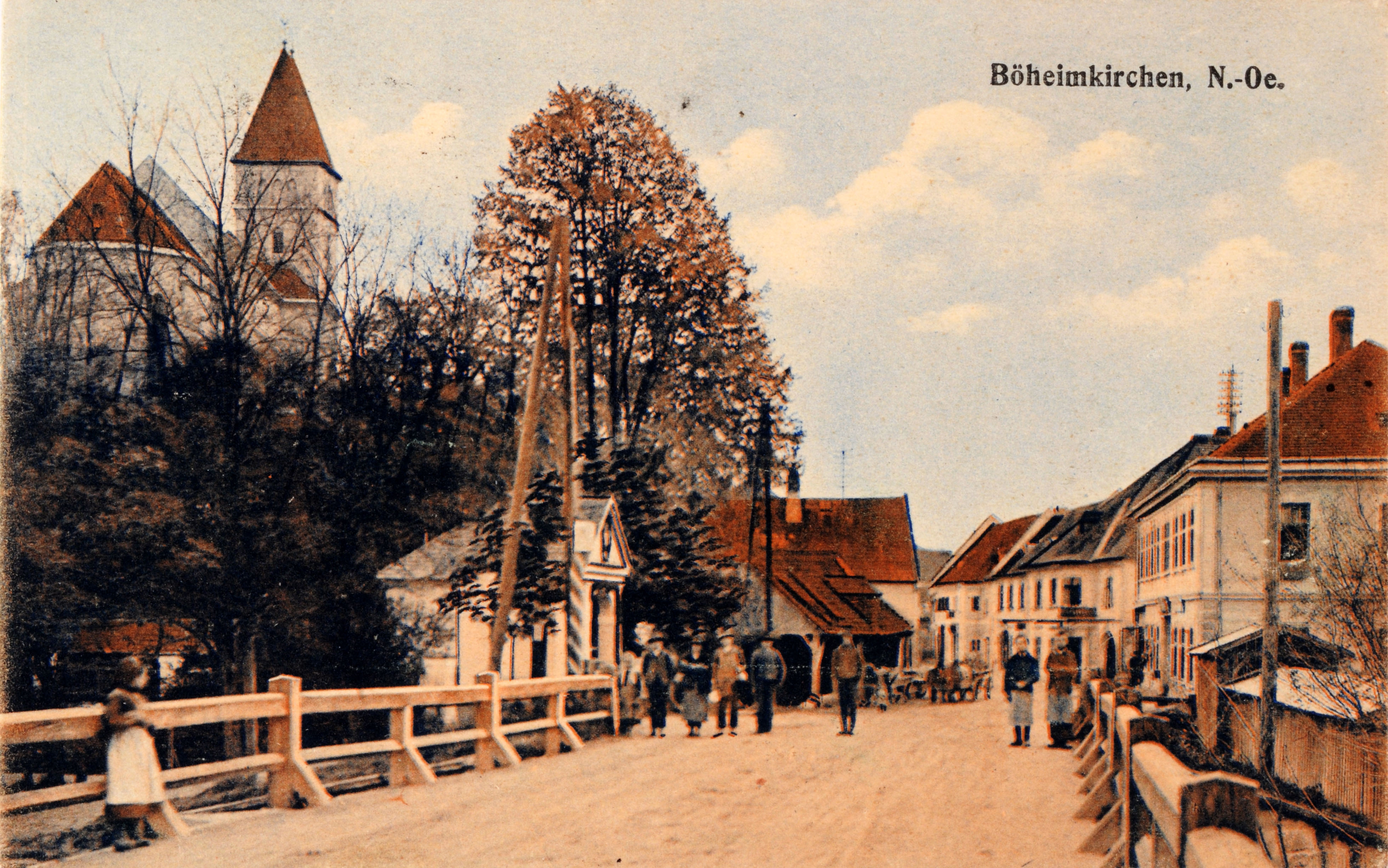
Bürgerhäuser im Unteren Markt, um 1910

Zu den kriegsbedingten Schwierigkeiten kam die Reformation. Schon 1527 beklagte sich Pfarrer Christoph Seidl über Streitigkeiten und Beleidigungen seitens des Herrn David von Trauttmansdorff auf Totzenbach. Nach 1560 finden sich auch in Böheimkirchen Geistliche, die protestantischen Vorstellungen folgten. Nachdem das Stift St. Pölten seine innere Krise überwunden hatte, ist 1586 mit dem Chorherrn Matthias Leopold wieder ein katholischer Pfarrer bezeugt. Nach Jahrzehnten der Verwüstung dürfte Leopold auch den Pfarrhof neu gebaut haben – ein schöner Einsäulenraum der Spätrenaissance stammt aus seiner Zeit.
Nach Aussterben der Herren von Zelking wurde 1639 die freigewordene Herrschaft Wolfberg samt Böheimkirchen mit Totzenbach vereint. Als im Juli 1683 ein türkisches Riesenheer Wien einschloss, überfielen tartarische Reiter auch Böheimkirchen, wo neben Kirche und Pfarrhof 23 Bürgerhäuser abbrannten.
Die bleibende Tat der Barockzeit war der großzügige Kirchenumbau der Jahre 1731–1734. Die Initiative dazu ging vom Stift St. Pölten aus. Wie ein zeitgenössisches Ölgemälde im oberen Kreuzgang des St. Pöltner Domes beweist, war auch in Böheimkirchen eine imposante Westfassade mit barockisiertem Turm geplant, wozu es aus Kostengründen aber nicht kam. 1752 rief das Zusammenwirken von Bürgerschaft und Herrschaft ein Spital ins Leben. Im 18. Jahrhundert ist auch eine schon länger bestehende Bürgergarde belegt. Ihre Aufgabe bestand in der Abwehr von Feuersgefahr und dem Ausrücken zu kirchlichen Prozessionen.

### Neuere und Zeitgeschichte
Am Beginn des 19. Jahrhunderts steht die Invasion der napoleonischen Armeen. 1805 erpressten französische Soldaten mehrmals vom Marktrichter Geld und ein Bewohner wurde von Plünderern erschossen. 1809 waren die meisten Marktbewohner vor den anrückenden Franzosen geflüchtet, ihre leer stehenden Häuser wurden von durchziehenden Soldaten geplündert, sogar die Pfarrkirche aufgebrochen und verwüstet.
1833/34 versetzte man die Straße Neulengbach – St. Pölten in befahrbaren Zustand, wobei in Böheimkirchen über Michelbach und Perschling Brücken gebaut wurden – bis dahin hatte es nur Furten und Fußgängerstege gegeben. In den Jahrzehnten nach der Gemeindegründung (1850) entstanden kommunale Einrichtungen, die heute nicht wegzudenken sind: 1851 das Postamt, 1858 die Westbahn, die Böheimkirchen zur beliebten Sommerfrische machte. Die Schule wurde bis 1894 auf sechs Klassen erweitert. Seit den 1860er-Jahren legte Oberlehrer Franz Schmidl den Park mit der stattlichen Lindenallee an. 1873 erfolgte die Gründung der Feuerwehr, seit 1877 gibt es den Gendarmerieposten. 1897 baute man an der Stelle des Alten das gegenwärtige Rathaus. 1910 zählte der Markt 907 Einwohner in 97 Häusern.
Im Ersten Weltkrieg fielen 72 Böheimkirchner, dem Kriegsende folgten Not und Inflation. Trotzdem gab es erstaunliche Fortschritte: 1920 wurde eine Lichtgenossenschaft gegründet, die Markt und umliegende Orte mit Strom versorgte, 1926 errichteten die Kreuzschwestern aus Laxenburg einen Kindergarten, ein Kino entstand und die Bürgerschule wurde gegründet, 1929 auf 12 Klassen erweitert und zur Hauptschule umgewandelt. Im Zweiten Weltkrieg starben 202 Böheimkirchner an der Front und etwa 230 Menschen kamen im Gemeindegebiet bei den Rückzugsgefechten des Jahres 1945 ums Leben.
Mit Übergabe des neuen Marktwappens und dem Spatenstich zur Jubiläumssiedlung gedachte man 1952 der Pfarrgründung vor 900 Jahren. 1971 wurde Böheimkirchen mit der ehemals selbständigen Gemeinde Jeutendorf vereint. Es entstanden in den folgenden Jahren ein neues Pfarrzentrum, eine Hauptschule mit Hallenbad und neue Stützpunkte für Rotes Kreuz und Feuerwehr. Denkwürdig war das Jahr 1985, wo Böheimkirchen sein 1000-Jahr-Jubiläum feierte. Seither hat Böheimkirchen weiteren Aufschwung genommen, indem es 1988 einen Autobahnanschluss bekam, ein florierendes Betriebsgebiet erschloss, die Kindergärten in Stockhofstraße und Aufeldstraße errichtete, aber auch großvolumige Wohnbauten, ein Fachmarktzentrum, Zubauten zur Volksschule und eine neue Polizeiinspektion. Zuletzt wurde das alte Rathaus zu einem modernen Bürgerzentrum erweitert.

## Kultur und Sehenswürdigkeiten

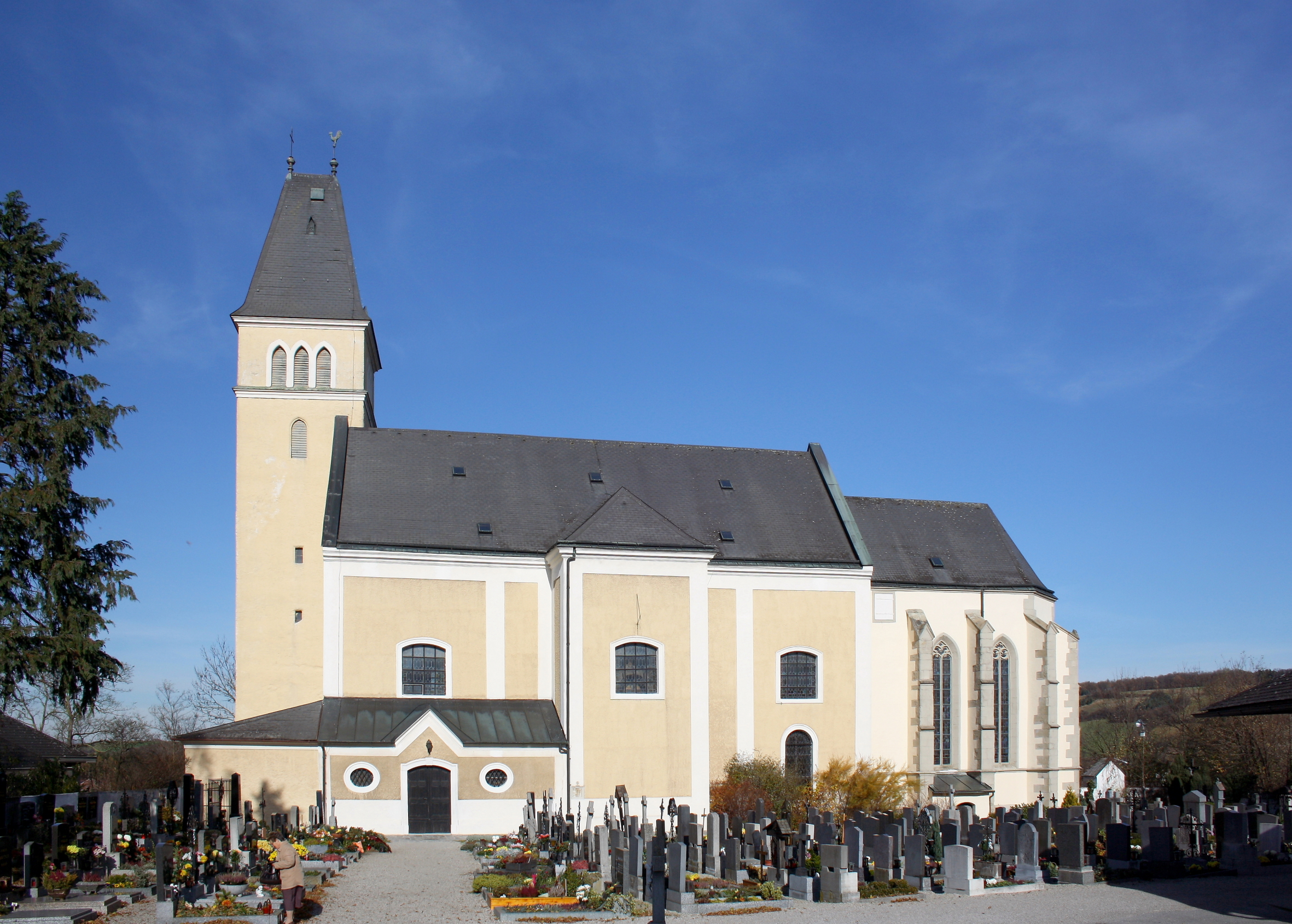
Pfarrkirche Böheimkirchen

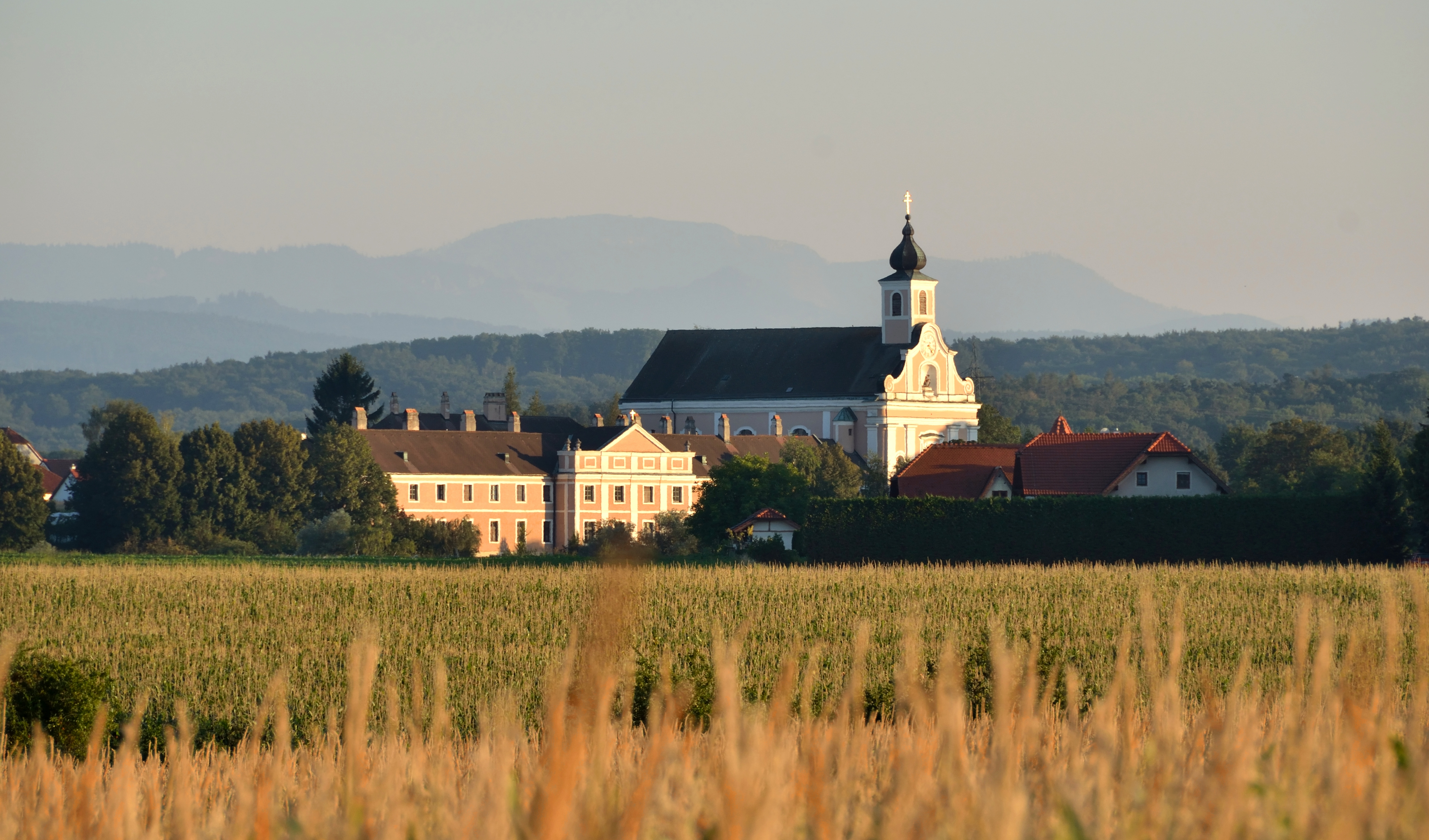
Karmel und Wallfahrtskirche Maria Jeutendorf

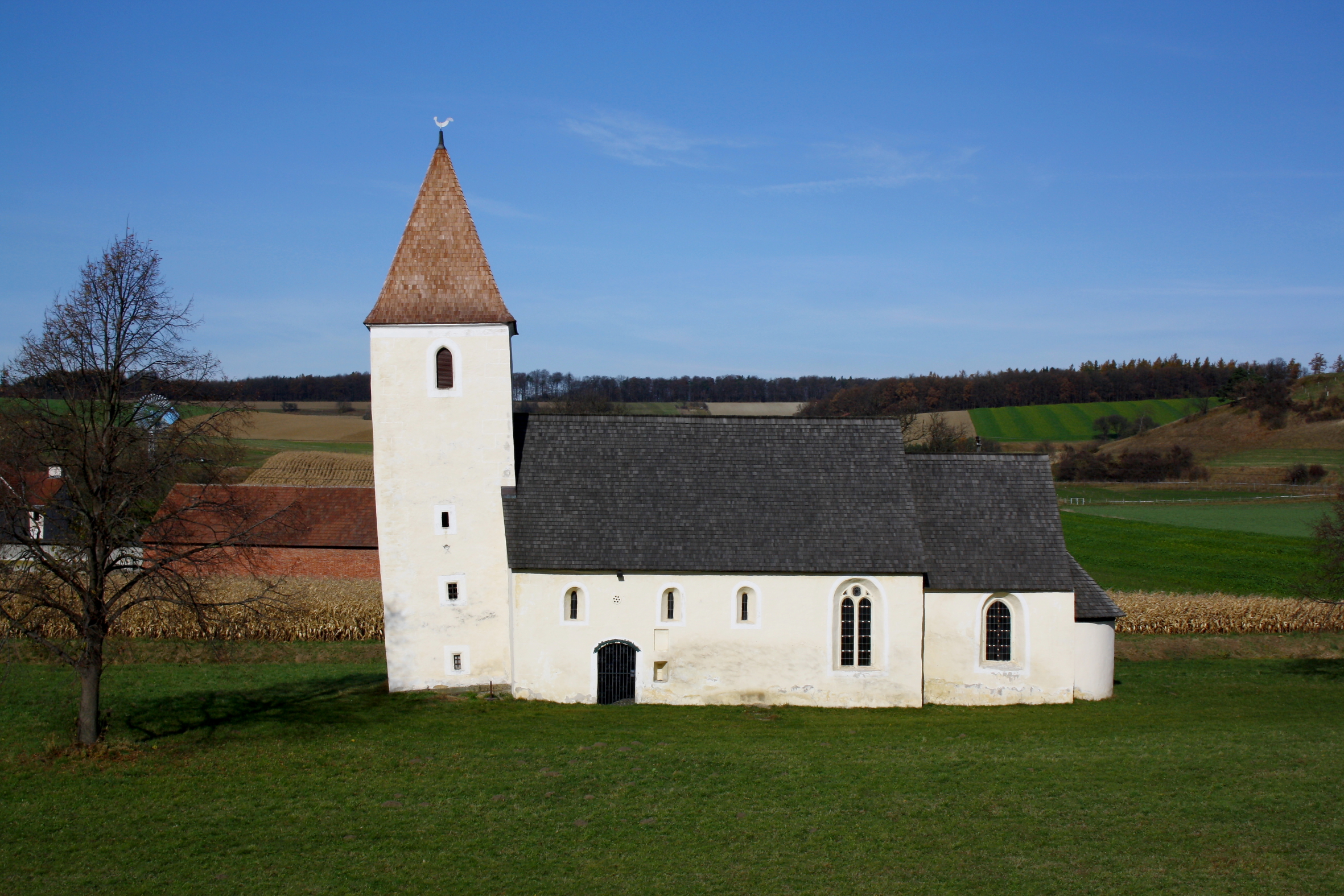
Filialkirche Lanzendorf mit dem schiefen Turm

- Katholische Pfarrkirche Böheimkirchen hl. Jakobus der Ältere
- Kloster Maria Jeutendorf und Wallfahrtskirche Maria Jeutendorf Schmerzhafte Muttergottes
- Katholische Filialkirche Lanzendorf hl. Martin
- Katholische Filialkirche Außerkasten St. Peter am Anger

## Wirtschaft und Infrastruktur
Durch seine Stellung als Mutterpfarre und die Jahr- und Wochenmärkte stieg Böheimkirchen bereits im Spätmittelalter zu einem regionalen Wirtschaftszentrum auf, so dass hier schon damals erste bürgerliche Gewerbe fassbar werden. Das Banntaiding des frühen 16. Jahrhunderts erließ für die Fleischer, Bäcker und Wirte eine eigene Ordnung. Für das Jahr 1746 nennt das Grundbuch im Markt 20 Gewerbetreibende.
Einen großen Aufschwung nahm Böheimkirchen durch die Anlage des Betriebsgebietes-Süd nach 1988.

### Wirtschaftssektoren
Von den 121 landwirtschaftlichen Betrieben des Jahres 2010 waren 67 Haupterwerbsbauern. Diese bewirtschafteten 78 Prozent der Flächen. Im Produktionssektor arbeiteten 570 Erwerbstätige in der Bauwirtschaft, 161 im Bereich Herstellung von Waren, 31 in der Wasserver- und Abfallentsorgung und 1 in der Energieversorgung. Die wichtigsten Arbeitgeber des Dienstleistungssektors waren die Bereiche Handel (1127), soziale und öffentliche Dienste (262), Verkehr (117) und freiberufliche Dienstleistungen (76 Mitarbeiter).
| Wirtschaftssektor            | Anzahl Betriebe | Anzahl Betriebe | Erwerbstätige | Erwerbstätige |
| Wirtschaftssektor            | 2011            | 2001            | 2011          | 2001          |
| ---------------------------- | --------------- | --------------- | ------------- | ------------- |
| Land- und Forstwirtschaft 1) | 121             | 152             | 107           | 143           |
| Produktion                   | 51              | 42              | 763           | 635           |
| Dienstleistung               | 264             | 135             | 1691          | 1098          |

1) Betriebe mit Fläche in den Jahren 2010 und 1999

### Verkehr
Böheimkirchen liegt an der Westautobahn (A1) und an der Westbahn.

### Öffentliche Einrichtungen
In der Gemeinde gibt es drei Kindergärten, zwei Volksschulen und eine Mittelschule.

### Wasserversorgung
In Böheimkirchen befindet sich seit 1978 ein Brunnenfeld, das einen wesentlichen Bestandteil der Wasserversorgungsanlage „Westbahn–Wienerwald“ der EVN Wasser Gesellschaft m.b.H. darstellt. Durch die hier vorherrschende Vorlandmolasse liefert es sehr hartes Wasser.

## Politik

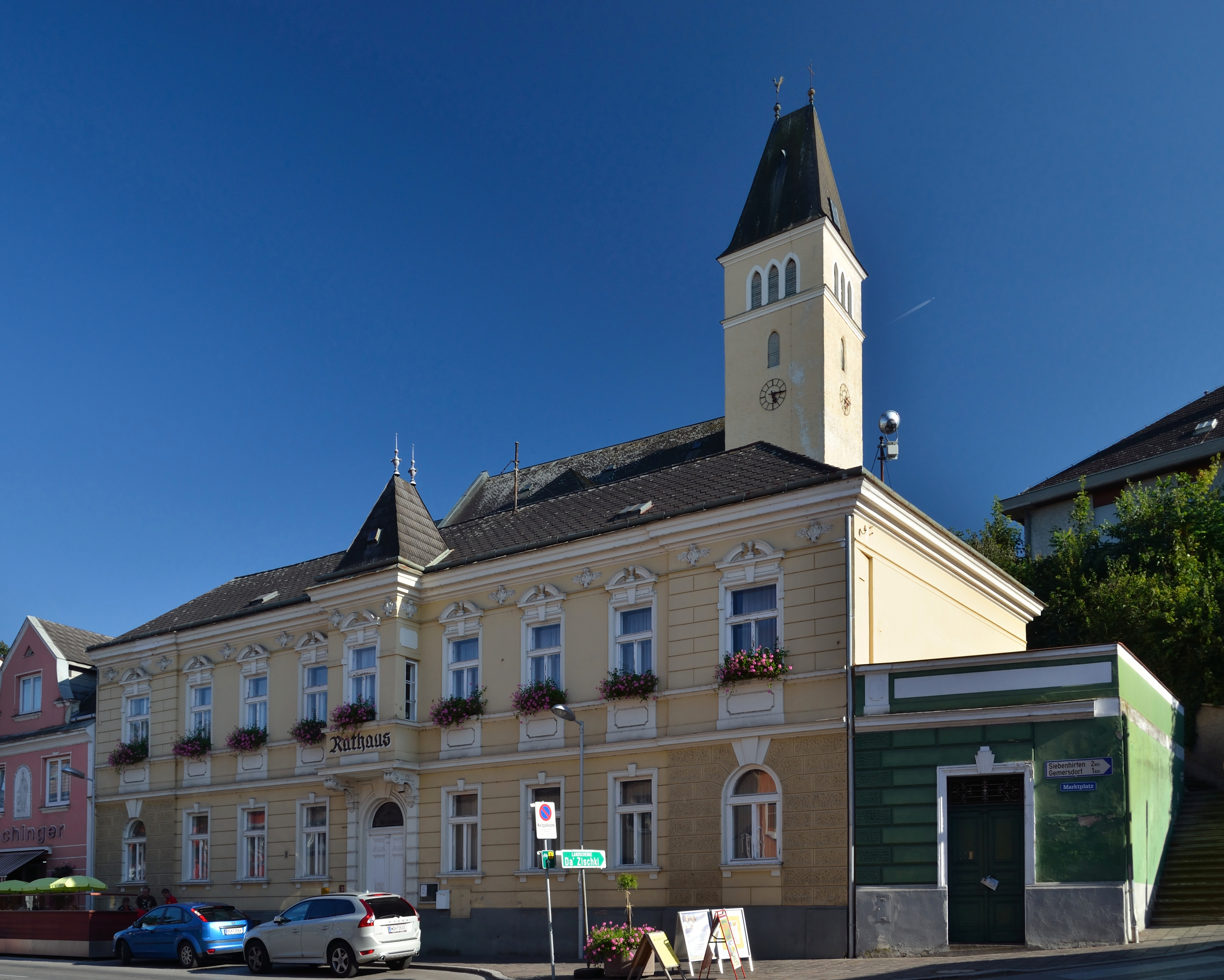
Rathaus Böheimkirchen

### Gemeinderat
Der Gemeinderat hatte 25 Mitglieder und hat seit dem Jahr 2025 29 Mitglieder.
- Nach der Gemeinderatswahl 2000 verteilten sich die Mandate wie folgt: ÖVP 13, SPÖ 7, Grüne 3, FPÖ 2.[13]
- Nach der Gemeinderatswahl 2005 verteilten sich die Mandate wie folgt: ÖVP 14, SPÖ 8, Grüne 3.[14]
- Nach der Gemeinderatswahl 2010 verteilten sich die Mandate wie folgt: ÖVP 14, SPÖ 8, Grüne 2, FPÖ 1.[15]
- Nach der Gemeinderatswahl 2015 verteilten sich die Mandate wie folgt: SPÖ 11, ÖVP 10, Grüne 2, FPÖ 2.[16]
- Nach der Gemeinderatswahl 2020 verteilen sich die Mandate wie folgt: SPÖ 13, ÖVP 9, Grüne 2, FPÖ 1.[17]
- Nach der Gemeinderatswahl 2025 verteilen sich die Mandate wie folgt: SPÖ 15, ÖVP 9, FPÖ 3 und Grüne 2.[18]

### Bürgermeister
- 2015–2022 Johann Hell (SPÖ)[19]
- seit 2023 Franz Haunold (SPÖ)

### Wappen
Der Gemeinde wurde 1952 folgendes Wappen verliehen: Im rechten Feld einen aufrecht stehenden roten Passauer Wolf auf silbernen Grund und im linken Feld auf blauem Grund einen grünen Hügel, der eine von zwei Zinnentürmen flankierte goldfarbene Wehrkirche trägt.

## Persönlichkeiten

### Söhne und Töchter der Gemeinde
- Hans Ankwicz-Kleehoven (1883–1962), Kunsthistoriker und Generalstaatsbibliothekar
- Manfred Deix (1949–2016), Karikaturist, Grafiker und Cartoonist, in Böheimkirchen aufgewachsen
- Christoph Klarer (* 2000), Fußballspieler
- Ingrid Korosec (* 1940), Politikerin (ÖVP)
- Sabine Mitterecker (* 1963), Theaterregisseurin

### Personen mit Bezug zur Gemeinde
- Tristan Takats (* 1995), Freestyle-Skier, in Böheimkirchen aufgewachsen
- Daniela Zeller (* 1976), ehemalige Ö3-Moderatorin, in Böheimkirchen aufgewachsen[21]